# 九千九百九十九個我
《九千九百九十九個我》（英語：'9999'）是香港女子偶像組合Lolly Talk的第九首單曲，第八首派台歌曲，也是該組合2024年第二首派台歌曲，於2024年4月30日發行。
歌曲推出後，在6月1日成為了香港電台中文歌曲龍虎榜第二十二週冠軍，又於6月22日成為了新城電台勁爆流行榜第二十五週冠軍。

## 製作
《九千九百九十九個我》是首時長3分29秒的粵語流行曲。

## 音樂錄像
《九千九百九十九個我》MV於香港不同地方拍攝。除了Lolly Talk成員出演外，MV男主角為戴玉麒，女主角為蔣婷。

## 派台最高成績

### 各大流行榜最高位置
| 週榜單（2024年） | 最高名次 |
| ---------------- | -------- |
| 903專業推介      | 6        |
| 中文歌曲龍虎榜   | 1        |
| 新城勁爆流行榜   | 1        |

## 外部連結
- YouTube上的九千九百九十九個我MV （页面存档备份，存于）